# Stanislav Hubička
Stanislav Hubička (23. března 1930 – 8. srpna 2018) byl český architekt. Vystudoval Vyšší průmyslovou školu stavební v Praze, architektonické vzdělání získal na Fakultě architektury a pozemního stavitelství, kde studoval mezi lety 1948-1952. Poté působil v projektových ústavech, usadil se v Projektovém ústavu dopravních a inženýrských staveb. Kromě staveb navrhl mnoho veřejných prostranství, upravoval územní plány.
Architektuře se věnují také jeho synové Radan Hubička (ten navrhl například pražský mrakodrap V Tower.) a Radim Hubička.

## Dílo
- Nuselský most, Praha, 1973

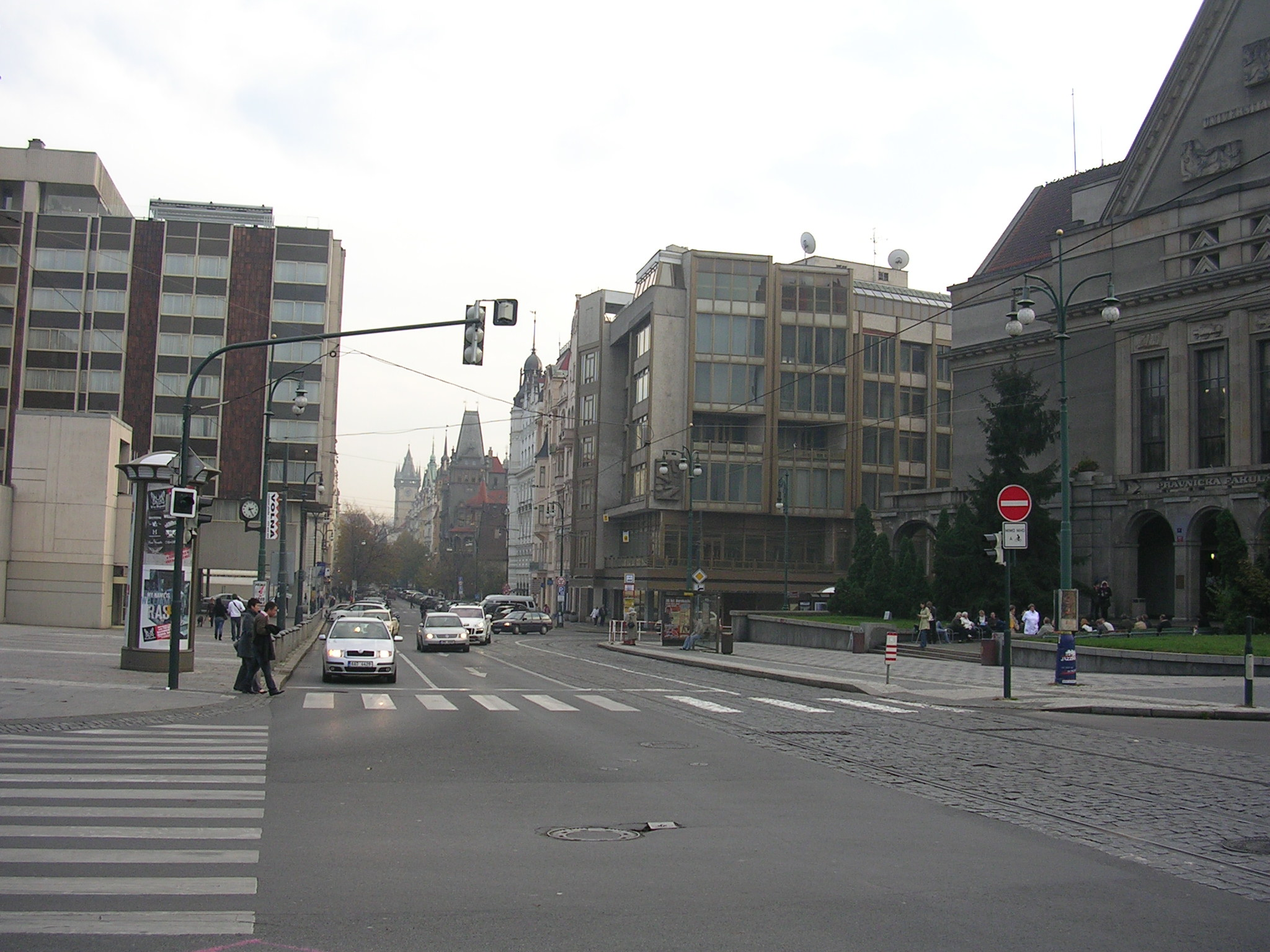
Budova Mezinárodního svazu studentstva na náměstí Curieových v Praze (druhý dům zleva)

- Stanice metra Vyšehrad (pod Nuselským mostem), Praha, 1973
- budova Mezinárodního svazu studentstva, Praha, 1974
- Smetanovo nábřeží v úseku Národní divadlo až Karlův most
- nádvoří Platýz
- Alšovo nábřeží u Karlova mostu

## Ocenění
- Cena za celoživotní dílo, Grand Prix architektů, 2011[3]